# Thalpophila cytherea
Thalpophila cytherea là một loài bướm đêm trong họ Noctuidae.